# Bagdogra
Bagdogra est une ville indienne située dans le district de Darjeeling dans l'État du Bengale-Occidental. En 2011, sa population était de 25 044 habitants.